# سدریک دوولیوو
سدریک دوولیوو (انگلیسی: Cédric D'Ulivo؛ زادهٔ ۲۹ اوت ۱۹۸۹) بازیکن فوتبال اهل فرانسه است.
از باشگاه‌هایی که در آن بازی کرده‌ است می‌توان به باشگاه فوتبال المپیک مارسی، باشگاه فوتبال زولته وارخم، و باشگاه فوتبال آژاکسیو اشاره کرد.